# Eupelte acutispinis
Eupelte acutispinis is een eenoogkreeftjessoort uit de familie van de Peltidiidae. De wetenschappelijke naam van de soort is voor het eerst geldig gepubliceerd in 1976 door Zhang & Li.